# Houston Dynamo FC
A Houston Dynamo egy amerikai labdarúgócsapat, amelyet 2005. december 15-én alapítottak, és jelenleg a Major League Soccer tagja. Székhelye a Texas állambeli Houstonban található.

## Történet
A Houston Dynamót 2005. december 15-én alapították. A csapat hazai mérkőzéseit a 22000 fő befogadására alkalmas Shell Energy Stadionban rendezik. A klub 2006-ban és 2007-ben megnyerte az észak-amerikai labdarúgó-bajnokságot, valamint 2018-ban az amerikai labdarúgókupát.

## Játékoskeret
2023. május 26. szerint.
| #  |     | Poszt | Név                                                       |
| -- | --- | ----- | --------------------------------------------------------- |
| 2  | ARG | V     | Franco Escobar                                            |
| 3  | AUS | V     | Brad Smith                                                |
| 4  | USA | V     | Ethan Bartlow                                             |
| 5  | USA | V     | Daniel Steres                                             |
| 6  | BRA | KP    | Artur                                                     |
| 7  | PAR | CS    | Iván Franco (kölcsönben a Libertad csapatától)            |
| 8  | MOR | KP    | Ámín Bászí                                                |
| 9  | PAR | CS    | Sebastián Ferreira                                        |
| 11 | USA | CS    | Corey Baird                                               |
| 12 | USA | K     | Steve Clark                                               |
| 13 | USA | K     | Andrew Tarbell                                            |
| 15 | NED | V     | Djevencio van der Kust (kölcsönben az Utrecht csapatától) |
| 16 | MEX | KP    | Héctor Herrera López                                      |
| 17 | ZIM | V     | Teenage Hadebe                                            |
| 18 | NGR | CS    | Ibrahim Aliyu                                             |
| 19 | HAI | KP    | Charles Auguste                                           |

| #  |                       | Poszt | Név                                                    |
| -- | --------------------- | ----- | ------------------------------------------------------ |
| 20 | PAN                   | KP    | Adalberto Carrasquilla                                 |
| 21 | COL                   | CS    | Nelson Quiñónes (kölcsönben az Once Caldas csapatától) |
| 22 | USA                   | V     | Tate Schmitt                                           |
| 23 | NGR                   | CS    | Ifunanyachi Achara                                     |
| 24 | NGR                   | V     | Mujeeb Murana                                          |
| 25 | USA                   | V     | Griffin Dorsey                                         |
| 27 | COL                   | KP    | Luis Caicedo                                           |
| 28 | DEN                   | V     | Sviatchenko                                            |
| 30 | USA                   | V     | Chase Gasper                                           |
| 31 | BRA                   | V     | Micael                                                 |
| 32 | COL                   | KP    | Juan Castilla                                          |
| 34 | ISL                   | CS    | Thorleifur Úlfarsson                                   |
| 35 | USA                   | KP    | Brooklyn Raines                                        |
| 38 | Dominikai Köztársaság | K     | Xavier Valdez                                          |

## Sikerlista
- MLS
  - Bajnok (2): 2006, 2007

- US Open Cup
  - Győztes (1): 2018, 2023